# Campeonato Mundial de Ginástica Artística de 1974
O XVIII Campeonato Mundial de Ginástica Artística transcorreu entre os dias 20 e 27 de outubro de 1974, na cidade de Varna, Bulgária.

## Eventos
- Individual geral masculino
- Equipes masculino
- Solo masculino
- Barra fixa
- Barras paralelas
- Cavalo com alças
- Argolas
- Salto sobre a mesa masculino
- Individual geral feminino
- Equipes feminino
- Trave
- Solo feminino
- Barras assimétricas
- Salto sobre a mesa feminino

## Medalhistas
Masculino
| Evento           | Ouro | Prata | Bronze |
| Equipes          | Fumio Honma · Hiroshi Kajiyama · Shigeru Kasamatsu · Sawao Kato · Eizo Kenmotsu · Mitsuo Tsukahara · Japão · (571,400) | Nikolai Andrianov · Eduard Mikaelian · Vladimir Marchenko · Paat Schamugia · Vladimir Safronov · União Soviética · (567,350) | Wolfgang Thüne · Rainer Hanschke · Bernd Jäger · Lutz Mack · Olaf Grosse · Wolfgang Klotz · Alemanha Oriental · (562,400) |
| Individual geral | Shigeru Kasamatsu · Japão · (115,500)                                                                                  | Nikolai Andrianov · União Soviética · (115,375)                                                                              | Eizo Kenmotsu · Japão · (114,750)                                                                                         |
| Salto            | Shigeru Kasamatsu · Japão · (19,325)                                                                                   | Nikolai Andrianov · União Soviética · (19,250)                                                                               | Hiroshi Kajiyama · Japão · (19,225)                                                                                       |
| Solo             | Shigeru Kasamatsu · Japão · (19,375)                                                                                   | Hiroshi Kajiyama · Japão · (19,325)                                                                                          | Andrei Keranov · Bulgária · (19,225)                                                                                      |
| Cavalo com alças | Zoltan Magyar · Hungria · (19,575)                                                                                     | Nikolai Andrianov · União Soviética · (19,375)                                                                               | Eizo Kenmotsu · Japão · (19,225)                                                                                          |
| Barras paralelas | Eizo Kenmotsu · Japão · (19,375)                                                                                       | Nikolai Andrianov · União Soviética · (19,325)                                                                               | Vladimir Marchenko · União Soviética · (18,850)                                                                           |
| Argolas          | Danut Grecu · Roménia · Nikolai Andrianov · União Soviética · (19,525)                                                 | nenhum | Andrzej Szajna · Polónia · (19,225)                                                                                       |
| Barra fixa       | Eberhard Gienger · Alemanha Ocidental · (19,575)                                                                       | Wolfgang Thuene · Alemanha Oriental · (19,450)                                                                               | Andrzej Szajna · Polónia · Eizo Kenmotsu · Japão · (19,275)                                                               |

Feminino
| Evento              | Ouro | Prata | Bronze |
| Equipes             | Nina Dronova · Nellie Kim · Olga Korbut · Elvira Saadi · Rusudan Sikharulidze · Ludmilla Tourischeva · União Soviética · (381,620) | Richarda Schmeißer · Bärbel Röhrich · Heike Gerisch · Irene Abel · Angelika Hellmann · Annelore Zinke · Alemanha Oriental · (376,550) | Krisztina Medveczky · Zsuzsa Nagy · Marta Egervari · Monika Csaszar · Zsuzsa Matulai · Agnes Banfai · Hungria · (370,600) |
| Individual geral    | Ludmilla Tourischeva · União Soviética · (78,450)                                                                                  | Olga Korbut · União Soviética · (77,650)                                                                                              | Angelika Hellmann · Alemanha Oriental · (76,875)                                                                          |
| Salto               | Olga Korbut · União Soviética · (19,450)                                                                                           | Ludmilla Tourischeva · União Soviética · (19,200)                                                                                     | Bozena Perykulova · Tchecoslováquia · (19,100)                                                                            |
| Solo                | Ludmilla Tourischeva · União Soviética · (19,775)                                                                                  | Olga Korbut · União Soviética · (19,600)                                                                                              | Elvira Saadi · Rusudan Siharulidze · União Soviética · (19,550)                                                           |
| Trave               | Ludmilla Tourischeva · União Soviética · (19,725)                                                                                  | Olga Korbut · União Soviética · (19,525)                                                                                              | Nellie Kim · União Soviética · (19,200)                                                                                   |
| Barras assimétricas | Annelore Zinke · Alemanha Oriental · (19,650)                                                                                      | Olga Korbut · União Soviética · (19,575)                                                                                              | Ludmilla Tourischeva · União Soviética · (19,500)                                                                         |

## Quadro de medalhas
| Ordem | País              | Medalha de ouro | Medalha de prata | Medalha de bronze |    |
| ----- | ----------------- | --------------- | ---------------- | ----------------- | -- |
| 1     | União Soviética   | 6               | 10               | 5                 | 21 |
| 2     | Japão             | 5               | 1                | 4                 | 10 |
| 3     | Alemanha Oriental | 1               | 2                | 2                 | 5  |
| 4     | Hungria           | 1               |                  | 1                 | 2  |
| 5     | Alemanha          | 1               |                  |                   | 1  |
| 5     | Roménia           | 1               |                  |                   | 1  |
| 7     | Polónia           |                 |                  | 2                 | 2  |
| 8     | Bulgária          |                 |                  | 1                 | 1  |
| 8     | Checoslováquia    |                 |                  | 1                 | 1  |
| TOTAL | TOTAL             | 15              | 13               | 16                | 44 |